# Verwaltungsgemeinschaft Mössingen
Die Vereinbarte Verwaltungsgemeinschaft Mössingen (offiziell: Vereinbarte Verwaltungsgemeinschaft der Stadt Mössingen) ist eine Vereinbarte Verwaltungsgemeinschaft im Landkreis Tübingen in Baden-Württemberg (Deutschland).
Die Verwaltungsgemeinschaft hat ihren Sitz in Mössingen. Nach § 59 der baden-württembergischen Gemeindeordnung ist die Stadt Mössingen die erfüllende Gemeinde, das heißt, sie erfüllt die Aufgaben der Verwaltungsgemeinschaft. Vorsitzender der Verwaltungsgemeinschaft ist der amtierende Oberbürgermeister von Mössingen.
Die Verwaltungsgemeinschaft besteht aus den folgenden drei Gemeinden:
- Bodelshausen
- Mössingen, Große Kreisstadt
- Ofterdingen